# Udruženje protiv bugarskih bandita

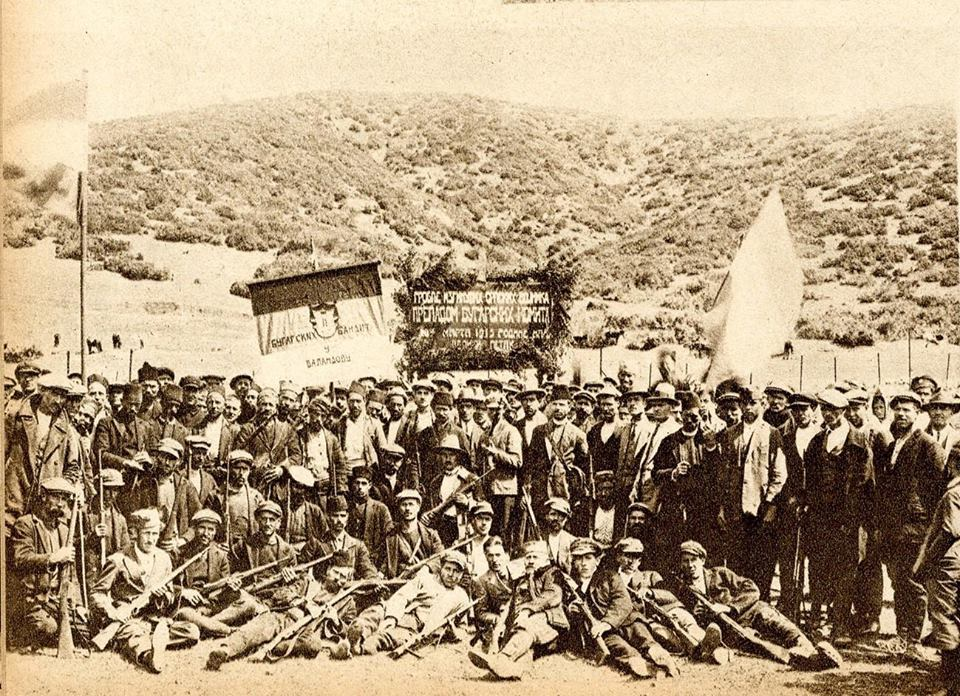
Serbische Tschetniks der Udruženje protiv bugarskih bandita in Valandovo

Udruženje protiv bugarskih bandita (serbisch-kyrillisch Удружење против бугарских бандита; deutsch Vereinigung gegen bulgarische Banditen) war eine paramilitärische serbische Freischar, die während der serbischen bzw. jugoslawischen Herrschaft über Vardar-Mazedonien zwischen 1923 und 1934 existierte. Hauptziel war es, sich den bewaffneten bulgarischen Tschetas der Inneren Makedonischen Revolutionären Organisation (kurz IMRO) in Vardar-Mazedonien zu widersetzen.
Die Vereinigung wurde am 9. September 1924 in der ostmakedonischen Stadt Štip gegründet und wurde unter der Führung von Mihajlo Kalamatijević gestellt, der Monate später selber Opfer eines Attentats der IMRO wurde. Deren Mitglieder stellten uniformierte, bewaffnete und vom Staat besoldete serbische Tschetniks auf, sowie Renegaten aus der Reihe der IMRO. Im Kampf gegen die IMRO-Abteilungen agierte die Vereinigung eng mit der serbischen Gendarmerie und Armee zusammen.

## Geschichte und Organisation

### Hintergrund

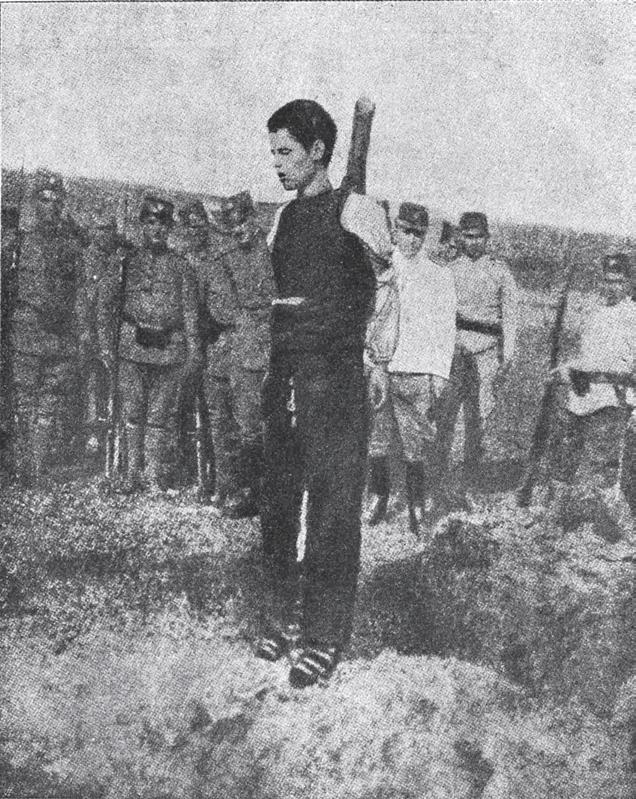
Der IMRO-Revolutionär Kiril Gligorow, hingerichtet von Mitgliedern der Vereinigung gegen bulgarische Banditen

Während des Ersten Weltkriegs standen die serbische Armee und die Tschetnik-Bewegung in Konflikt mit den bulgarischen Komitadschi der Inneren Makedonischen Revolutionären Organisation (IMRO) und der bulgarischen Armee, welche große Teile Ostserbiens und Vardar-Mazedoniens besetzten. Infolgedessen organisierten serbische Tschetnik-Banden den Toplica-Aufstand, der schnell von den bulgarischen Armee und den IMRO-Tschetas niedergeschlagen wurde. Der Nachkriegsvertrag von Neuilly verweigerte Bulgarien seinen Anteil an Makedonien und Pomoravlje. Infolgedessen geriet der Staat in eine schwere Lage, nachdem er Territorien an Serbien, Griechenland und Rumänien mit Reparationen an diese Länder verloren hatte. Im neu gegründeten Königreich der Serben, Kroaten und Slowenen hörte die bulgarische Komitadschi-Bewegung auf als Guerilla zu funktionieren. Die IMRO begann jedoch bald, bewaffnete Banden aus Bulgarien in den serbischen Teil Mazedoniens zu entsenden, um Attentate auf serbische Beamte auszuführen und den Geist des bulgarischen Teile der lokalen Bevölkerung aufzurütteln. 1921 gründete IMRO als Satellitenorganisation die Innere Revolutionäre Organisation der Westgebiete (IWORO), die in den Gebieten Zaribrod und Bosilegrad operierte und an Königreich Jugoslawien abgetreten waren.
Im Jahr 1923 wurde schließlich die Organisation Udruženje protiv bugarskih bandita von ehemaligen Tschetniks gegründet, um der IMRO und den IWORO-Militanten in den Gebieten von Vardar-Mazedonien und den ehemaligen bulgarischen Westgebiete mit Kosta Pećanac als führende Figur zu widerstehen. In den Jahren 1923 und 1924, während des Höhepunkts der militärischen Aktivität der Zwischenkriegszeit, operierten laut IMRO-Statistiken im jugoslawischen Vardar-Mazedonien 53 bewaffnete Banden. Die Gesamtmitgliedschaft der Banden betrug 3245 Rebellen, 119 Kämpfe und 73 Terrorakte wurden dokumentiert. Gleichzeitig führte IWORO zahlreiche Angriffe auf die Bahnstrecke Zaribrod–Belgrad, insbesondere auf die Brücken, durch. Gewaltsame serbische Gegenmaßnahmen tendierten lediglich dazu, die Unterstützung der IMRO in Makedonien zu festigen.
Andererseits hatte die 1920 wiedergegründete IMRO einen eigenen linken Flügel und spaltete sich über das Endziel ihrer Tätigkeit. Die rechte Fraktion strebte die Eingliederung des gesamten makedonischen Territoriums in Bulgarien, während die linke Fraktion ein separates Makedonien anstrebten, das der zukünftigen Balkanföderation beitreten könnte. Im Dezember 1921 gründeten linksgerichtete Deserteure der IMRO die offizielle Makedonische Föderative Organisation. Die Gewalt zwischen den beiden Gruppen verstärkte eine politische Krise und verstärkte den öffentlichen Eindruck, dass die bulgarische Regierung instabil sei. Unterdessen startete die Regierung im Sommer 1921 mit der Föderativen Organisation als Verbündeten eine Militärkampagne gegen die IMRO. Der Premier Aleksandar Stambolijski erklärte als sein Ziel die Bildung einer neuen Balkanföderation von Agrarstaaten. Im März 1923 unterzeichnete er den Vertrag von Niš mit dem Königreich der Serben, Kroaten und Slowenen und verpflichtete sich, die von bulgarischem Territorium aus durchgeführten Operationen der IMRO und IWORO zu unterdrücken. Als Ergebnis organisierte IMRO im Sommer 1923 mit Unterstützung radikaler Offiziere einen Staatsstreich in Bulgarien.
Der Sturz der pro-jugoslawischen Regierung von Aleksandar Stambolijski war ein großer Erfolg für die Macht der IMRO. Anschließend stellte sich ein Teil der aus Bulgarien geflohenen Föderalisten in serbische Dienste, schloss sich dem Verband gegen bulgarische Banditen an und kämpfte gegen die IMRO. Der serbische Premierminister Ljubomir Davidović lehnte eine solche Politik offen ab, aber Živojin Lazić, Leiter des Teams, das solche Guerillas mobilisierte, antwortete, er habe keinen besseren Mechanismus für die gegenseitige Vernichtung zwischen den derzeitigen und ehemaligen bulgarischen Komitadschis gefunden.

## Nachwirkungen
Infolgedessen agierte die IMRO mit inoffizieller Unterstützung der neuen Regierung als „Staat im Staate“ in Bulgarien, das als Drehscheibe für schnelle Angriffe auf Jugoslawien diente. Aus diesem Grund wurde die jugoslawisch-bulgarische Grenze Ende der 1920er Jahre zur am stärksten befestigten in Europa. Die serbischen Aktionen führten zu einer deutlichen Reduzierung der IMRO-Angriffe. Die ständigen Streitigkeiten zwischen IMRO Mitgliedern und Attentaten im Ausland provozierten einige innerhalb des bulgarischen Militärs nach dem Putsch des 19. Mai die Kontrolle der Organisation zu übernehmen und deren Macht und Einfluss zu brechen, die innerhalb Bulgariens als Gangsterorganisation und außerhalb als eine Mörderbande angesehen wurde. Im Zuge des Putsches, angeführt von Kimon Georgiew, wurde die IMRO in Bulgarien verboten. Damit verlor die Vereinigung gegen bulgarische Banditen nach und nach an Bedeutung. Die Tätigkeit der IMRO fand jedoch erst nach dem Ende des Zweiten Weltkrieges mit dem gemeinsamen Vorgehen der Kommunisten in Bulgarien und Jugoslawien ein Ende.